# Palomar de Arroyos
Palomar de Arroyos es un municipio y localidad española de la provincia de Teruel, en la comunidad autónoma de Aragón. El término municipal, ubicado en la comarca de las Cuencas Mineras, tiene una población de 160 habitantes (INE 2024).

## Geografía
El municipio tiene un área de 33,62 km².

## Historia
A mediados del siglo XIX, el lugar tenía contabilizada una población de 603 habitantes. Aparece descrito en el decimosegundo volumen del Diccionario geográfico-estadístico-histórico de España y sus posesiones de Ultramar de Pascual Madoz de la siguiente manera:

PALOMAR: v. con ayunt. de la prov. de Teruel (12 leg,), part. jud. de Aliaga (2 1/2), aud. terr. y dióc. de Zaragoza (18), y c. g. de Aragon. Está sit. en terr. quebrado en una dilatada cordillera; el clima es frio, y las enfermedades mas comunes los catarros é inflamaciones. Se compone de 150 casas de mediana construccion; tiene una escuela concurrida por 42 niños, dotada con 2,517 rs.; igl. parr. (San Juan Bautista), servida por un cura de térm., de concurso y provision ordinaria: el templo fue incendiado y destruido por los carlistas durante la guerra civil; tiene una ermita en la plaza, bajo la advocacion de Ntra. Sra. de los Angeles; y un cementerio que en nada perjudica á la salud pública. Confina el térm. por el N. con Montalvan; E. Cirujeda; S. Campos, y O. Aldovas y Escucha; nacen en él dos arroyos que se unen despues al r. Martin; hay por todo el térm. muchas fuentes de buenas aguas. El terreno es muy quebrado y de mediana calidad: tiene dos montes poblados, uno de pinos y otro de encinas pequeñas. Los caminos son vecinales, teniendo uno que sube de Alcañiz á Teruel y otro que va á Daroca. La correspondencia se recibe de Calamocha dos veces en la semana. prod.. trigo, morcacho, avena y algunas habas, patatas, judias y garbanzos: hay ganado lanar, vacuno y mular, y caza de perdices. pobl.: 151 vec., 603 alm. riqueza imp.: 59,540 rs. El presupuesto municipal arciende á 6,500 rs., que se cubren con los productos de propios y el resto por reparto vecinal.
(Madoz, 1849, p. 623)

Hasta la reforma de la nomenclatura municipal de 1916 el municipio se llamaba simplemente Palomar. En dicha fecha su nombre fue modificado por el de Palomar de Arroyos.

## Demografía
alomar de Arroyos cuenta con una población de 160 habitantes (INE 2024).
| Gráfica de evolución demográfica de Palomar de Arroyos entre 1842 y 2021                                            |
| |
| Población de derecho según los censos de población del INE Población de hecho según los censos de población del INE |

| Gráfica de evolución demográfica de Palomar de Arroyos entre 1998 y 2022 |
|                                                                          |
| Población a 1 de enero según el padrón municipal del INE                 |

## Economía

### Central térmica de Escucha

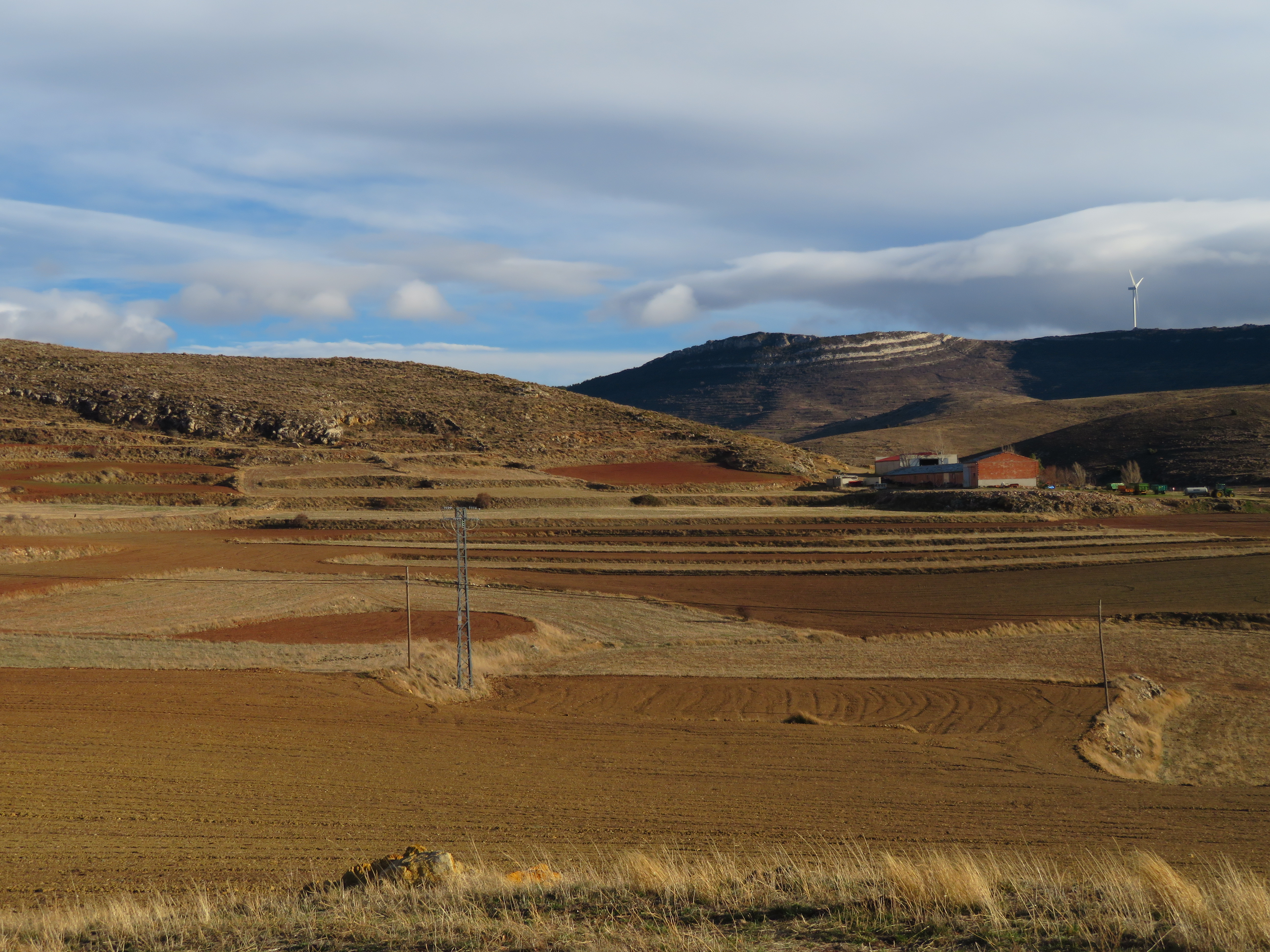
Campos de cultivo en Palomar de Arroyos

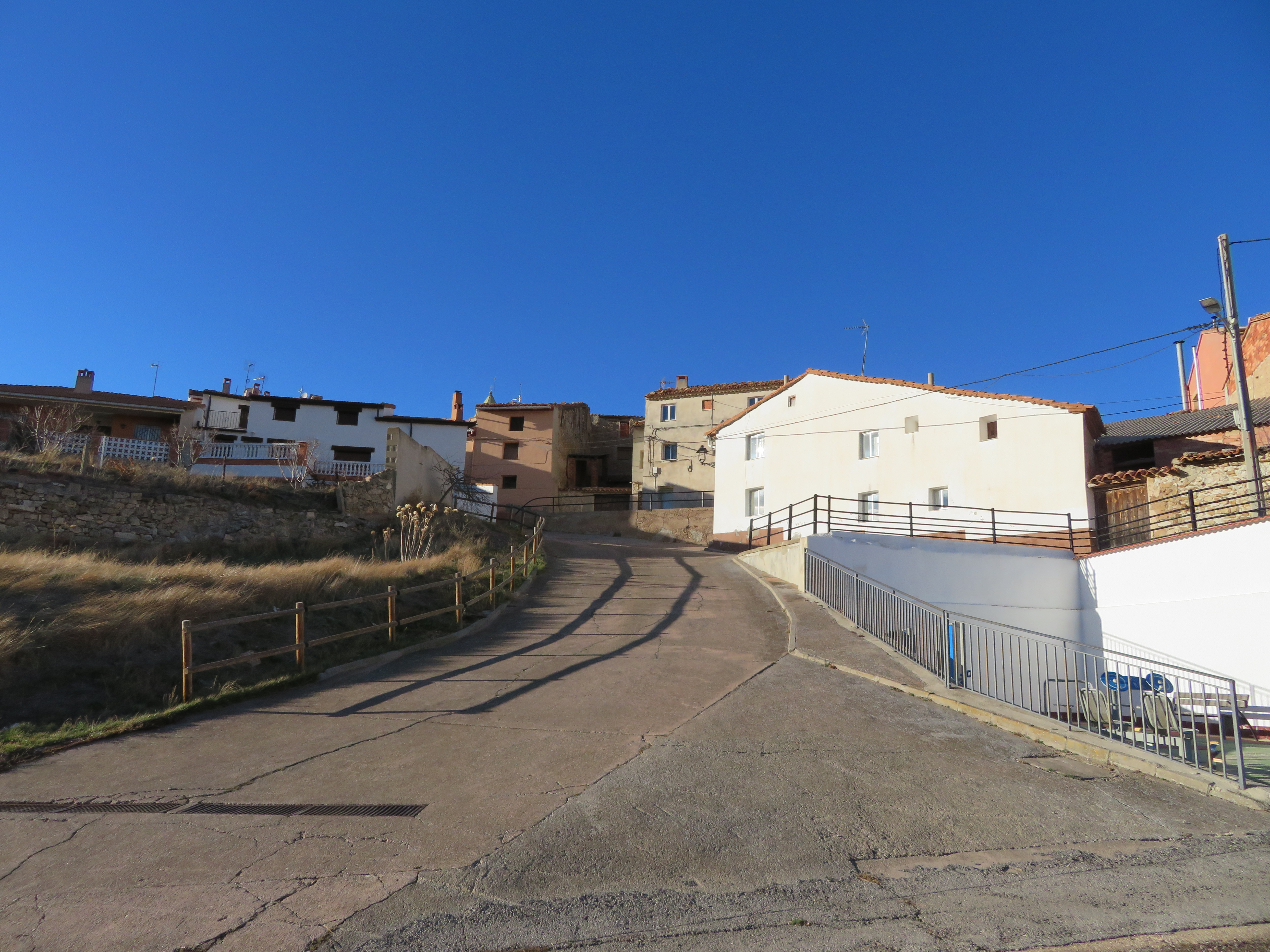
Vista de la localidad

Pese a llevar el nombre del municipio vecino, el complejo térmico fue construido entre 1967 y 1971 por la constructora COPISA, por encargo de la compañía Unión Térmica, S.A. Tenía una potencia instalada de 183 000 kW. En 1984, FECSA adquiere la central.

## Administración y política

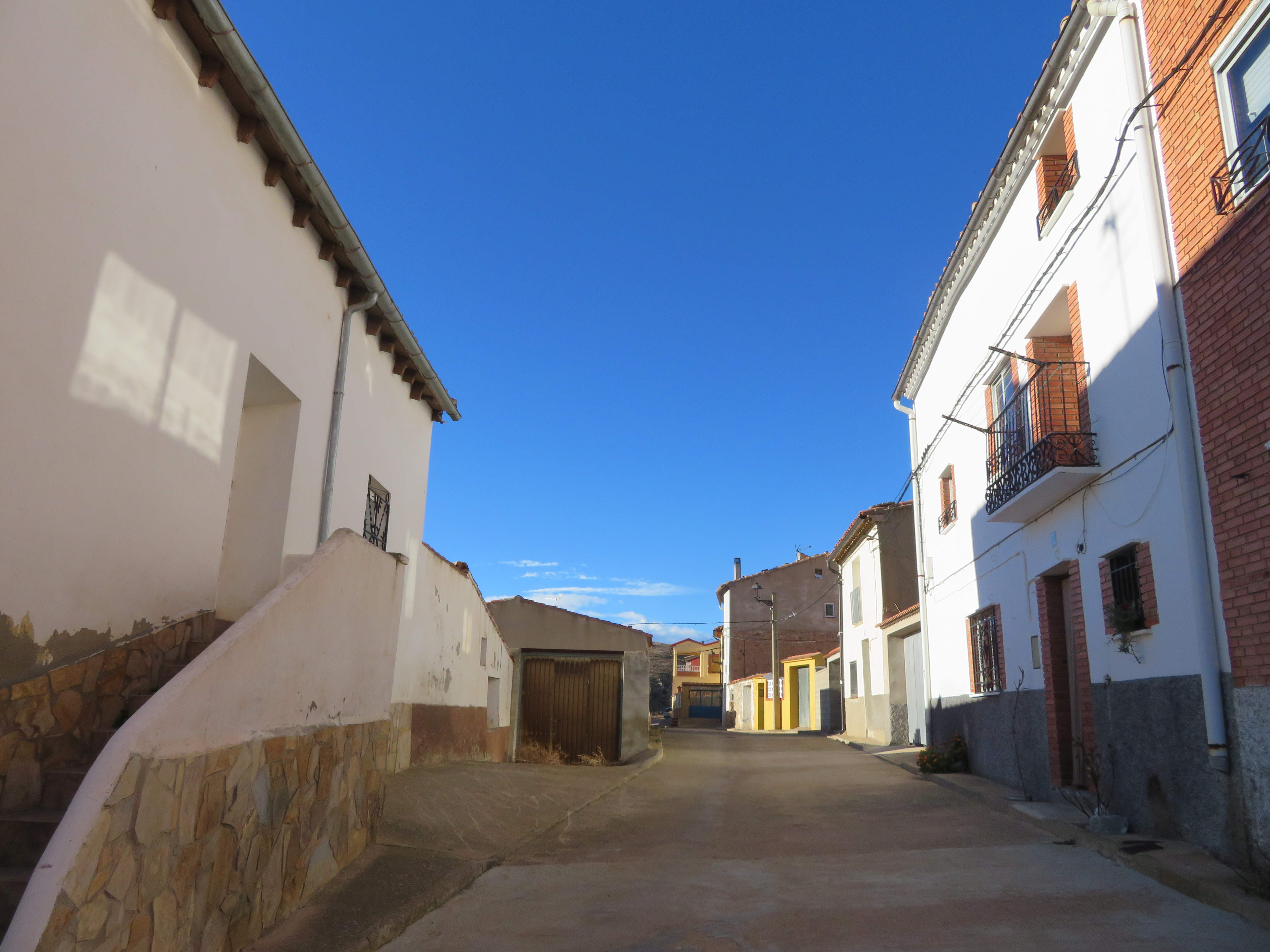
Calle de la localidad

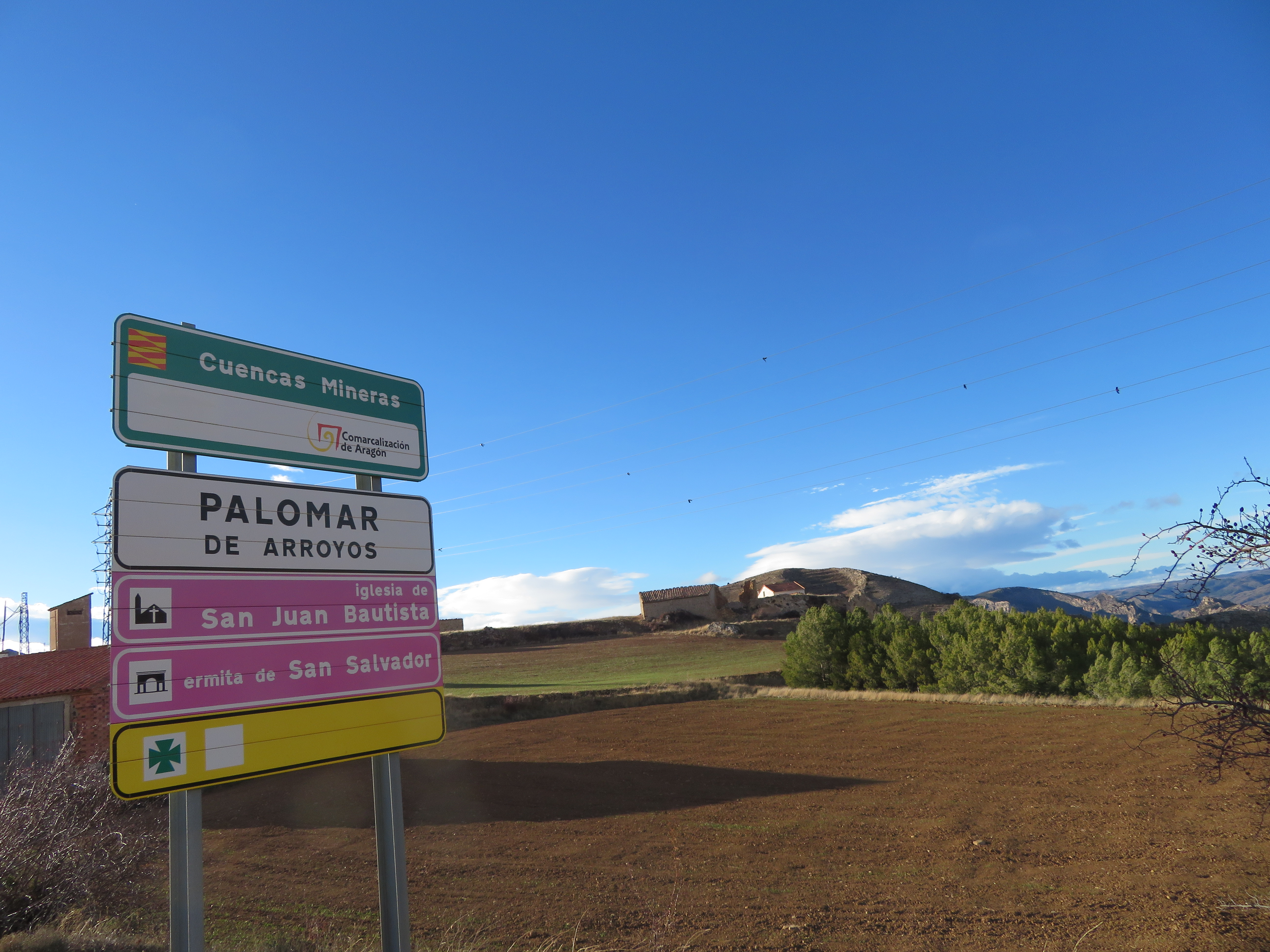
Letreros en Palomar de Arroyos

| Periodo   | Nombre                     | Partido | Partido                                            |
| --------- | -------------------------- | ------- | -------------------------------------------------- |
| 1979-1983 | Emilio Andrés Lafuente     |         | Unión de Centro Democrático (UCD)                  |
| 1983-1987 | Emilio Pastor Sanz         |         | Partido Aragonés (PAR)                             |
| 1987-1999 | Ramiro Beltrán Ayora       |         | Partido de los Socialistas de Aragón (PSOE-Aragón) |
| 1999-2007 | Rosa Mercedes Escuín Julve |         | Partido de los Socialistas de Aragón (PSOE-Aragón) |
| 2007-2015 | Ernestina Juárez Palomar   |         | Partido de los Socialistas de Aragón (PSOE-Aragón) |
| 2015-2019 | Antonio Ruiz Navarro       |         | Partido Aragonés (PAR)                             |
| 2019-2023 | Ramiro Beltrán García      |         | Ciudadanos (CS)                                    |
| 2023-2027 | Ramiro Beltrán García      |         | Partido Aragonés (PAR)                             |

| Partido político    | Partido político                                   | 2003   | 2007   | 2011   | 2015   | 2019   | 2023   |
| Partido político    | Partido político                                   | Ediles | Ediles | Ediles | Ediles | Ediles | Ediles |
|                     | Partido Aragonés (PAR)                             | 1      | 2      | 1      | 1      | 0      | 4      |
|                     | Partido Popular de Aragón (PP)                     | 0      | 0      | 0      | 1      | 1      | 1      |
|                     | Partido de los Socialistas de Aragón (PSOE-Aragón) | 4      | 3      | 4      | 2      | 0      | 0      |
|                     | Ciudadanos (CS)                                    | —      | —      | —      | —      | 4      | —      |
|                     | Chunta Aragonesista (CHA)                          | —      | 0      | —      | —      | 0      | —      |
|                     | Compromiso con Aragón (CA)                         | —      | —      | 0      | 1      | —      | —      |
| Total de concejales | Total de concejales                                | 5      | 5      | 5      | 5      | 5      | 5      |

## Cultura

### Patrimonio

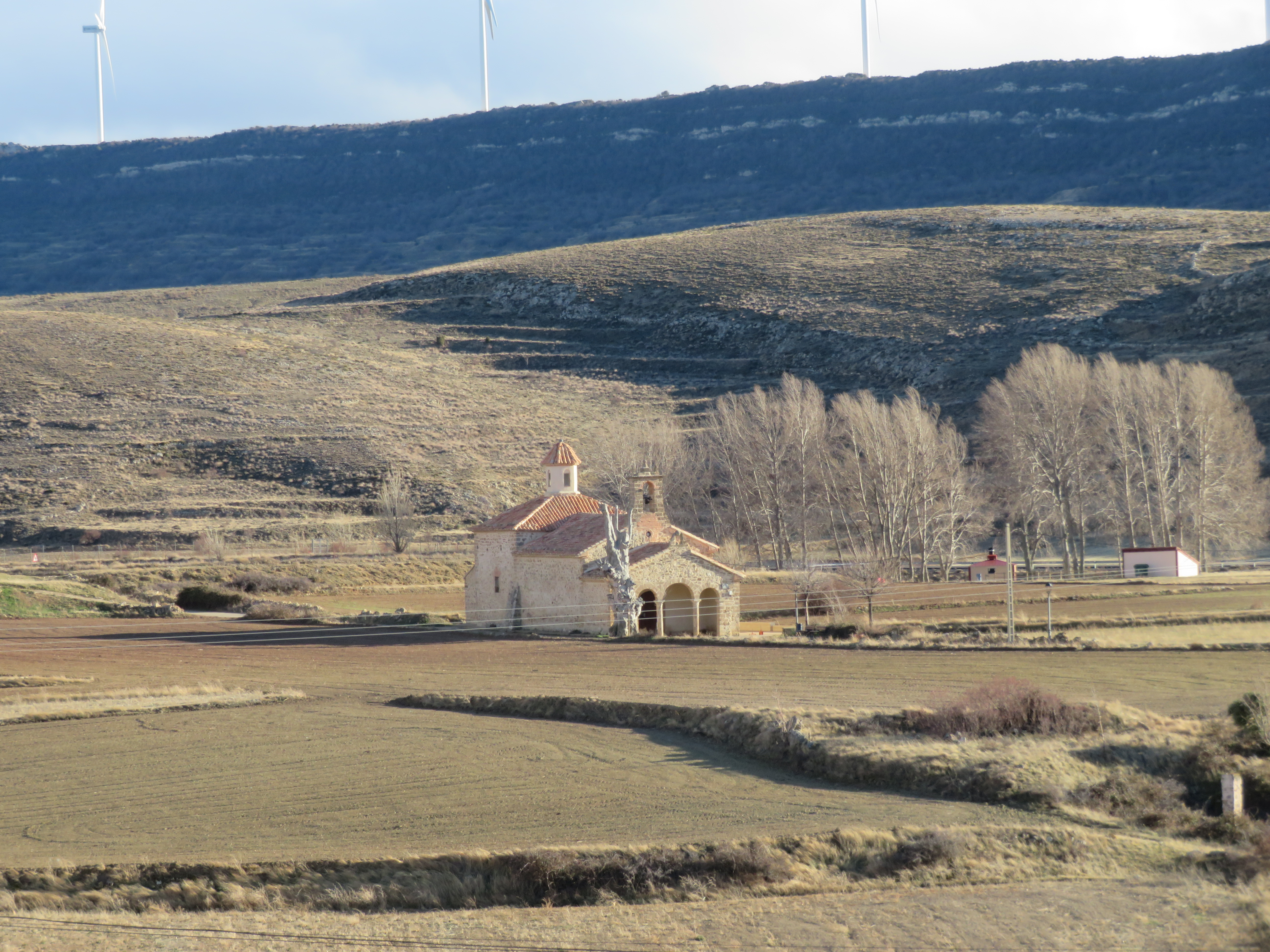
Ermita del Salvador

En la localidad hay una iglesia parroquial bajo la advocación de San Juan Bautista, construida en el siglo XVII. También se encuentra en el municipio una ermita dedicada a San Salvador.

### Fiestas
- Fiestas en Honor de San Salvador. Las fiestas patronales de Palomar de Arroyos se celebran el 6 de agosto en honor de San Salvador. El acto central de las fiestas es la romería o peregrinación a la ermita de San Salvador. Allí se hace un reparto de bollos. El resto de actividades y actos festivos son de tipo lúdico como concursos, actuaciones, verbenas, etc.
- Fiesta de San Antón. Se celebra la festividad de San Antón el 17 de enero con una hoguera tradicional.
- Semana Cultural. Se celebra en el mes de julio con variados actos de carácter cultural, como exposiciones, conferencias, música popular, etc.